# Erik J. Berg
Eric J. Berg (15 de julho de 1991) é um ator canadense cujo desempenho mais notável foi o papel de Jonah em The Haunting in Connecticut (no Brasil, "Evocando Espíritos"). Suas outras aparições foram nos filmes The Saddest Music in the World, The Big White, e na televisão e no cinema Elijah. [carece de fontes?]
Erik tambem participou de "random musings of a girl named daphna" - capitulo 5.O nome dos seus pais são Dave e Lorna Berg, e é filho único.